# Буданівські буки
Буда́нівські бу́ки — ботанічна пам'ятка природи місцевого значення в Україні. Розташована на північ від села Папірня Теребовлянського району Тернопільської області, в межах лісового урочища «Чорний ліс». 
Площа 0,5 га. Оголошена об'єктом природно-заповідного фонду рішенням Тернопільської обласної ради від 18 березня 1994 року. Перебувають у віданні державного лісогосподарського об'єднання «Тернопільліс» (Буданівське лісництво, кв. 44, вид. 1). 
Під охороною — 19 буків віком понад 100 років і діам. 46-56 см. Цінні у науково-пізнавальному та естетичному значеннях.